# Luciano Usai
Luciano Maria Usai (San Gavino Monreale, 18 dicembre 1912 – Jundiaí do Sul, 11 settembre 1981) è stato un presbitero e militare italiano.
Pluridecorato durante la campagna del Nord Africa, dopo l'armistizio dell'8 settembre 1943 raggruppò i militari sardi sbandatisi creando il nucleo del Battaglione volontari di Sardegna "Giovanni Maria Angioy" della Repubblica Sociale Italiana. Prese parte nel 1944 a missioni informative in Sardegna.

## Biografia
Dopo essersi diplomato al liceo prese parte alla guerra civile spagnola come caporalmaggiore del reggimento "Frecce Nere" e meritando la medaglia d'argento al valor militare. Tornato in Italia si trasferì a Parma presso l'Istituto delle missioni estere dei padri Saveriani e nel maggio 1939 ottenne i voti pertanto partì come cappellano per la Libia italiana al seguito dei lavoratori.

### La campagna di Libia

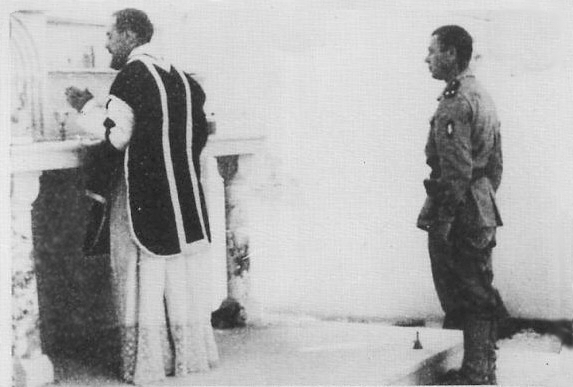
Padre Usai a Tobruch il 21 giugno 1942

Nel 1942 divenne cappellano del 31º Battaglione Guastatori d'Africa del Genio, reparto comandato da Paolo Caccia Dominioni e impiegato nella campagna del Nord Africa. Padre Usai non si limitò a svolgere le mansioni di cappellano militare ma prese più volte parte agli scontri guadagnandosi diverse decorazioni al Valor militare sia italiane che tedesche
Il 21 giugno 1942 dopo la presa di Tobruch che era occupata dalle truppe britanniche padre Usai fu il primo religioso italiano a celebrarvi la messa.

### Il battaglione Volontari di Sardegna della RSI
Dopo l'armistizio dell'8 settembre 1943 padre Usai, che rientrava da una licenza da Asiago, tentò di rientrare nella sua natia Sardegna raggiungendo Civitavecchia. Il rientro si rivelò impossibile sia per lui che per molti altri sardi che nel frattempo erano autonomamente affluiti anch'essi nel porto laziale. Padre Usai vedendo altri sardi in difficoltà e impossibilitati al rientro incominciò a richiedere aiuto sia presso il Vaticano sia presso il comando tedesco che gli concede un lasciapassare più alcuni autocarri e viveri con l'impegno di costituire presso Capranica un centro raccolta per sardi. La notizia, diffusa anche via radio, fece affluire diversi volontari sardi, oltre a quelli che reclutò direttamente padre Usai sottraendoli alle carceri i cui erano stati reclusi per essersi opposti all'occupazione tedesca.

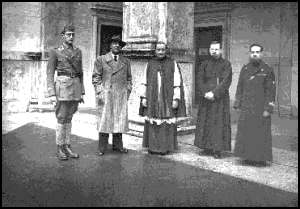
Achille Manso, Francesco Maria Barracu e padre Usai a destra

Con la costituzione della Repubblica Sociale Italiana il sardo Francesco Maria Barracu di Santu Lussurgiu fu nominato sottosegretario alla presidenza del Consiglio dei ministri. Padre Usai che aveva stretto con lui rapporti di profonda amicizia, fin da quando Barracu era stato federale del PNF di Bengasi, ottenne da lui un incontro in cui gli sottopose la questione dei sardi presenti a Capranica. Barracu decise pertanto di formare un'unità organica composta interamente da sardi volontari nella RSI in buona parte reduci dalla disciolta Brigata meccanizzata "Sassari", così nel settembre del 1943 venne quindi aperto l'arruolamento.
Ai sardi già presenti a Capranica furono sottoposte alcune soluzioni al loro status di sbandati: andare a lavorare in Germania o nelle fabbriche del nord, o comunque abbandonare Capranica dove sarebbero rimasti solo coloro che si sarebbero arruolati nelle forze armate della Repubblica Sociale Italiana.
Barracu inviò il tenente colonnello della GNR Bartolomeo Fronteddu per organizzare e addestrare il reparto che costituì l'organico del "Battaglione Volontari di Sardegna" che fu intitolato a Giovanni Maria Angioy, rivoluzionario e politico sardo considerato un patriota dall'autonomismo ed indipendentismo isolano. Padre Usai ne divenne il cappellano militare.
Il reparto, a novembre del 1943, si trasferì nella caserma "Lungara" di Roma, dove rimarrà sino al 12 dicembre.
Durante il soggiorno romano, un gruppo sardi del reparto disertò e trovò rifugio nella stessa Capranica. Padre Usai, anche accompagnato dal colonnello Fronteddu, si recò più volte a Capranica tentando inutilmente di convincerli a fare rientro al reparto.
Nel frattempo il partigiano Salvatore Alessi preso prigioniero dai tedeschi rivelò a questi ultimi della presenza dei disertori sardi a Capranica offrendosi anche di accompagnarli. Il 17 novembre due autocarri delle SS giunsero a Capranica e bloccate le arterie principali rastrellarono diciotto disertori. Solo Francesco Zuddas, scampò fortunosamente alla morte e, ignaro della delazione dell'Alessi, accusò della strage Padre Usai quando questo, dopo la prigionia fu processato in Sardegna.
Il battaglione a carattere etnico suscitò l'interesse della rivista Signal che inviò un giornalista a fare una lunga intervista al colonnello Fronteddu il quale presentò la figura di padre Usai: "Avrete occasione di conoscere degli uomini veramente interessanti, come ad esempio un cappellano militare che è fregiato del distintivo germanico dei carristi d'assalto oltre che della croce di ferro di seconda classe".
Dopo lo scioglimento del battaglione nel febbraio 1944, padre Usai divenne cappellano presso la Presidenza del Consiglio della RSI. Incarico che sfruttò nel tentativo di mitigare le asprezze della guerra civile. Venuto a conoscenza che il suo vecchio comandante di reparto in Libia, Paolo Caccia Dominioni, passato nel fronte antifascista si sarebbe trovato in un certo albergo milanese avvertì per tempo il personale permettendogli di sfuggire ad un'irruzione delle forze di polizia.

### La missione in Sardegna
Venuta a crearsi la necessità per il governo della RSI di inviare degli agenti in Sardegna ove svolgere azione informativa e di sabotaggio si ricercarono persone che parlassero in lingua sarda La scelta ovviamente cadde sui sardi che avevano aderito alla Repubblica sociale Italiana così padre Usai si dedicò alla scelta degli uomini traendoli dal disciolto battaglione Volontari di Sardegna.
Dato che il gruppo di agenti, cui si aggiunse anche lo stesso Usai sarebbe stato paracadutato in Sardegna tutti i partecipanti furono sottoposti a duro addestramento da parte dei tedeschi per conseguire anche l'abilitazione al lancio.
I primi lanci sulla Sardegna avvennero nel marzo 1944, proseguendo poi scaglionati. Padre Usai si sarebbe dovuto lanciare a metà maggio nei dintorni di Cabras ma, decollato da Bergamo, un incendio ad uno dei motori dell'aereo fece rimandare l'operazione e il padre saveriano dovette paracadutarsi lungo la costa francese per poi rientrare in Italia. L'operazione fu ripetuta il 23 giugno e padre Usai si paracadutò nelle campagne di Cabras. Da qui prese la direzione di Santulussurgiu dove risiedeva la madre di Barracu alla quale consegnò una somma di denaro datagli dal figlio infatti la donna dopo l'armistizio viveva in condizioni di indigenza. Poi da qui si spostò a San Gavino Monreale dove risiedeva invece la sua famiglia. Si spostò quindi ad Alghero dove in un ristorante fu però intercettato ed arrestato dal Servizio informazioni militare dei carabinieri.
Usai, insieme agli altri agenti che nel frattempo erano stati tutti arrestati furono rinchiusi in un campo di concentramento vicino ad Oristano e processati nel marzo 1945 per collaborazionismo oltre che per spionaggio, accusa che poteva comportare la condanna a morte. Solo Gino Mamberti sfuggì alla cattura e operò a favore dei servizi segreti della Repubblica Sociale fino al termine della guerra.
Padre Usai nel corso della sua difesa al fine di salvare gli altri imputati si addossò tutte le responsabilità e sostenne che tutti gli agenti paracadutati in Sardegna in realtà non avessero intenzione di compiere azioni di spionaggio ma semplicemente di ritornare presso le proprie famiglie dalle quali erano rimasti separati dagli eventi della guerra.
L'accusa, tenuta dal tenente Francesco Coco, che divenuto magistrato a Genova verrà poi ucciso dalle Brigate Rosse nel 1976, chiese la condanna a morte mediante fucilazione alla schiena di Padre Usai e l'assoluzione per tutti gli altri imputati. Il tribunale, però, mentre confermò l'assoluzione per gli altri soldati dalle accuse, comminò al cappellano militare trent'anni di carcere da scontarsi nel carcere dell'Asinara tenendo anche conto delle attenuanti in virtù delle sue importanti decorazioni. Gli altri agenti furono poi comunque condannati a due anni di confino erogati dall'Alto Commissariato per le Sanzioni contro il Fascismo. Padre Usai fu scarcerato nel 1946, grazie all'"amnistia Togliatti".

### Il dopoguerra
Nel 1950 ottenne dalla sua diocesi di essere trasferito in Brasile nello Stato del Paranà.
Morì nel 1981 nello sperduto villaggio di Jundiaí do Sul mentre celebrava la messa.